# أنطون سميرنوف (لاعب شطرنج)
أنطون سميرنوف (بالإنجليزية: Anton Smirnov) هو لاعب شطرنج أسترالي، ولد في 28 يناير 2001 في كانبرا في أستراليا.

## وصلات خارجية
- أنطون سميرنوف على موقع الاتحاد الدولي للشطرنج (الإنجليزية)
- أنطون سميرنوف على موقع مباريات الشطرنج (الإنجليزية)
- أنطون سميرنوف على موقع 365Chess.com (الإنجليزية)
- أنطون سميرنوف على موقع Chesstempo.com (الإنجليزية)
- أنطون سميرنوف على موقع الاتحاد الأمريكي للشطرنج (الإنجليزية)
- أنطون سميرنوف سجل أولمبياد الشطرنج على موقع OlimpBase.org (الإنجليزية)